# Trine Dyrholm
Trine Dyrholm, född 15 april 1972 i Odense, är en dansk skådespelare och sångare.
Dyrholm framförde som fjortonåring sången "Danse i måneskin" vid danska melodifestivalen 1987, där hon slutade trea. Sången har sedan dess blivit en kultklassiker, och ingår i Danmarks kulturkanon. Sången har även tolkats på svenska av dansbandet Wizex på albumet "Dansa i månens sken" från 1987 med svensk text av Danne Stråhed.
Dyrholm gjorde filmdebut i Springflod (1990), och har sedan dess medverkat i flera stora filmer. Hon har vunnit Bodilpriset för bästa kvinnliga huvudroll 1991 (för rollen som Pauline i Springflod), 2006 (för rollen som My Larsen i Flugorna på väggen), 2007 (för rollen som Charlotte i En såpa) och 2011 (för rollen som Marianne i Hämnden) samt för bästa kvinnliga biroll 2005 (för rollen som Kate i Förbrytelser).

## Filmografi (urval)
- 1990 – Springflod
- 1990 – Casanova
- 1996 – De største helte
- 1998 – Festen
- 1999 – I Kina käkar de hundar
- 2004 – Förbrytelser
- 2005 – Den store dag
- 2005 – Flugorna på väggen
- 2006 – Der var engang en dreng
- 2006 – En såpa
- 2007 – Daisy Diamond
- 2008 – DeUSYNLIGE
- 2010 – Hämnden
- 2012 – A Royal Affair
- 2014 – Arvingarna (TV-serie)
- 2017 – Nico, 1988
- 2018 – Unga Astrid
- 2018 – X & Y
- 2019 – Hjärter dam
- 2021 – Drottning Margareta
- 2024 – Flickan med nålen
- 2025 – Det andra offret